# Хоккейная лига Восточного побережья
Хоккейная лига Восточного побережья (англ. East Coast Hockey League, ECHL) — профессиональная хоккейная лига среднего уровня. Базируется в Шрусбери. Находится на втором (среднем) уровне профессиональных лиг Северной Америки (АА). В лиге играют 28 команд из США и Канады. Все клубы ECHL аффилированы с командами Национальной хоккейной лиги и Американской хоккейной лиги.

## Деление
- Западная конференция — Центральный и Горный дивизионы
- Восточная конференция — Северный и Южный дивизионы

## История
Лига была основана в 1988 году. Для участия в первом сезоне было собрано 5 клубов из двух прекративших существование лиг (Хоккейной лиги Атлантического побережья и Всеамериканской хоккейной лиги).
После распада Хоккейной лиги Западного побережья (англ. West Coast Hockey League) некоторые из оставшихся после неё клубов присоединились к Хоккейной лиге Восточного побережья.
19 мая 2003 года Хоккейная лига Восточного побережья сменила название с East Coast Hockey League на более простое — ECHL.
С сезона 2003–04 появились конференции — Американская и Национальная.
15 июня 2010 года совет директоров лиги изменил названия конференций и дивизионов.

## Клубы
На сезон 2024/25.

## Плей-офф
Победителю плей-офф ECHL вручается Кубок Келли. Он вручается с 1997 года, до этого победитель плей-офф награждался Кубком Райли. Кубок Келли назван в честь Патрика Келли, первого комиссионера ECHL. Кубок вручается победителям, остаётся у них на год и возвращается лиге перед стартом плей-офф следующего сезона.
- Кубок Келли